# Spogostylum doctum
Spogostylum doctum är en tvåvingeart som först beskrevs av Paramonov 1957.  Spogostylum doctum ingår i släktet Spogostylum och familjen svävflugor. Inga underarter finns listade i Catalogue of Life.